# Göran Lingmerth
Rolf Göran Lingmerth, född 11 november 1964 i Nässjö församling i Jönköpings län, är en svensk utövare av amerikansk fotboll.
Göran Lingmerth växte upp i Tranås och Eksjö samt gick high school och college i USA. Han spelade amerikansk fotboll innan han 1987 spelade för Cleveland Browns i National Football League (NFL). Han var 2016 verksam vid ett företag som säljer golfartiklar i USA.
Han är son till Arne Lingmerth, som tillsammans med åtta bröder drev Lingmerths, och Barbara, ogift Kolarczyk, brorson till Lennarth Lingmerth och farbror till golfproffset David Lingmerth.